# Позориха (приток Печоры)
Позориха — река в России, протекает в Республике Коми по территории района Печора. Левый приток реки Печора.

## География
Устье реки находится в 968 км по левому берегу Печеры. Длина реки составляет 15 км. Исток лежит в месте слияния рек Войвож-Позориха и Шер-Позориха. Ниже по течению принимает воды правого притока — Лунвож-Позориха.

## Данные водного реестра
По данным государственного водного реестра России относится к Двинско-Печорскому бассейновому округу, водохозяйственный участок реки — Печора от водомерного поста у посёлка Шердино до впадения реки Уса, речной подбассейн реки — бассейны притоков Печоры до впадения Усы. Речной бассейн реки — Печора.
Код объекта в государственном водном реестре — 03050100212103000063207.